# Coleman Hawkins
(Cannonball Adderley, in un'intervista con Nat Hentoff)
Coleman Randolph Hawkins, soprannominato anche Hawk o Bean (Saint Joseph, 21 novembre 1904 – New York, 19 maggio 1969), è stato un sassofonista statunitense di musica jazz.
Coleman Hawkins è universalmente riconosciuto come il padre del sassofono jazz, e come il musicista che ha contribuito all'identificazione tra jazz e sassofono.
Fino all'avvento del suo rivale Lester Young e dei bopper che (in parte) ne seguirono le orme stilistiche, il suono e il fraseggio di Coleman Hawkins definirono il sassofono jazz. Lester Young ricorda che la moglie di Fletcher Henderson, che lo ospitava, gli suonava ogni giorno dischi di Hawkins perché egli imparasse a suonare come lui (cosa che Young non aveva la minima intenzione di fare). Anche negli anni successivi, fino alla sua morte ed oltre, i sassofonisti si differenziarono per la sonorità alla Hawkins o alla Young.
La sua interpretazione di Body and Soul del 1939 resta la massima per il brano e lo pone tra i principali classici del periodo, alla pari di lavori come West End Blues di Louis Armstrong.

## Biografia

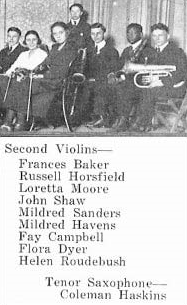
Coleman Hawkins (chiamato "Haskins" nella didascalia) a 17 anni, nell'orchestra della Topeka High School, 1921

Dopo gli anni giovanili, trascorsi a Chicago e a Topeka e diplomatosi in musica, Hawkins iniziò la sua carriera suonando in Kansas. Arruolato nei Jazz Hounds di Mamie Smith dal 1921 al 1923, dove conobbe Garvin Bushell, Everett Robbins, Bubber Miley ed Herb Flemming, Hawkins si stabilì a New York con l'orchestra di Fletcher Henderson, dove ebbe come collega Louis Armstrong e con la quale rimase fino al 1934 alternando il clarinetto e il sassofono basso al sassofono tenore. Nel corso di quegli anni, Hawkins modificò molto il suo stile, e acquisì una grande notorietà come solista.
Nel corso degli anni trenta, Hawkins fu in tour in Europa per cinque anni, a partire dal 1934. Al suo ritorno negli Stati Uniti, incise la versione di Body And Soul che sarebbe diventata un classico del jazz. Nel corso degli anni quaranta e cinquanta lavorò poi sulla Cinquantaduesima strada al Kelly's Stable, dirigendo gruppi di cui facevano parte, tra gli altri, Thelonious Monk, Oscar Pettiford, Miles Davis e Max Roach, e fu in tournée capeggiando gruppi che arruolavano J.J. Johnson e Fats Navarro e con l'orchestra di Howard McGhee.
Molto ricettivo alle principali innovazioni stilistiche della musica Jazz, nel 1944 Hawkins fu il caporchestra della prima registrazione bebop di tutti i tempi, cui presero parte Dizzy Gillespie, Don Byas, Pettiford e Roach.
Attivo fino alla seconda metà degli anni sessanta, suonando con Duke Ellington, Sonny Rollins e facendo regolari concerti al Village Vanguard di Manhattan. Hawkins incise per l'ultima volta nel 1966. Gli ultimi anni lo videro tuttavia scivolare nell'alcolismo.
Hawkins morì di polmonite al Bellevue Hospital di New York. Venne sepolto al Woodlawn Cemetery, nel Bronx.

## Discografia

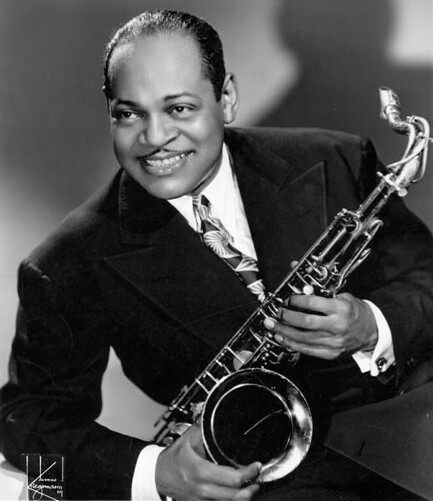
Coleman Hawkins nel 1945 circa

### Come leader
- 1922-47 Classic Coleman Hawkins Sessions 1922-1947 (8xCD) (Mosaic, 2012) contiene i primi brani incisi da Hawkins con Mamie Smith & His Jazz Hounds, le incisioni con l'oorchestra di Fletcher Henderson in cui ci sia un suo assolo, le incisioni dei Metronome All Stars e tanto altro a suo nome
- 1929-41 The Complete Recordings (6xCD) (Affinity, 1992) altra antologia "completista" che si sovrappone al box Mosaic solo in minima parte1944 Rainbow Mist (Delmark, 1992) matrici Apollo
- 1944 The Complete On  Keynote (Essential Collection #6) (4xCD) (Mercury, 1986) matrici Keynote
- 1945 Hollywood Stampede (Capitol, ?)
- 1949-53 Bean's talking again (Vogue, ?)
  - 1952 Disorder at the Border (Spotlite, 1973)
  - 1952-53 The Hawk Talks (Decca, 1955)
  - 1954 The Hawk Returns (Savoy, 1954)
  - 1954 Timeless Jazz (Jazztone, 1954) ristampato come Jazz Tones (Xanadu, 1984)
  - 1955 Accent on Tenor Sax (Urania, 1955)
  - 1956.01 The Hawk in Hi Fi (RCA Victor, 1956) with Billy Byers and his orchestra
  - 1956.07 The Hawk in Paris (Vik, 1956) con Manny Albam and his orchestra
  - 1956-57 The Gilded Hawk (Capitol, 1957) con Glen Osser and his orchestra
  - 1957.03 The Hawk Flies High (Riverside, 1957)
  - 1957.10 Blue Saxophones (Verve, ?)
  - 1957.7 The Coleman Hawkins, Roy Eldridge, Pete Brown, Jo Jones All Stars at Newport (Verve, 1957)
  - 1957.10 Coleman Hawkins Encounters Ben Webster (Verve, 1957) con Ben Webster
  - 1957.10 The Genius of Coleman Hawkins (Verve, 1957)
  - 1957.10 C H/Roy Eldridge At The Opera House (Verve, 1957)
  - 1958.02 Coleman Hawkins and Confrères (Verve, 1958) con il trio di Oscar Peterson Trio, Roy Eldridge e Ben Webster
  - 1958.02 The High and Mighty Hawk (Felsted, 1958)
  - 1958.04 Jamestown N.Y. 1958 (Uptown, ?)
  - 1958.04 The Saxophone Section (World Wide, 1958)
  - 1958.08 Sweet moods of Jazz (Jazz groove, ?) ristampato come High Standards (Jass, ?) e in CD come Standards and Warhorses con l'aggiunta di un disco a nome  Red Allen
  - 1958 Bean Bags (Atlantic, 1958) con Milt Jackson
  - 1958.11 Soul (Prestige, 1958)
  - 1959.01 At The Bayou Cluv Vols. 1 & " (Nec Plus Ultra, ?) ristampato con lo stesso titolo dalla Stash
  - 1959.04 Hawk Eyes (Prestige, 1959)
  - 1959.08 C H with the Red Garland Trio (Moodsville, 1959) con Red Garland
  - 1960.01 Coleman Hawkins All Stars (Swingville, 1960) con Joe Thomas and Vic Dickenson
  - 1960.01 At Ease with Coleman Hawkins (Moodsville, 1960)
  - 1960.01 The Hawk Swings (Crown, 1960) Ristampato in CD con lo stesso titol (Boplicity Recs, 2013)
  - 1960.01 Coleman Hawkins and His Orchestra (Crown, 1960) reissued in CD (Pure Pleasure Recs, 2005)
  - 1960.04 Hawk in Germany (Debut,?) Reissued by Fantasy
  - 1960.10 Bean Stalkin' (Pablo,?)
  - 1960.12 Night Hawk (Swingville, 1960) with Eddie "Lockjaw" Davis
  - 1961.02 The Hawk Relaxes (Moodsville, 1961)
  - 1961.07 Body And Soul (West Wind,?)
  - 1960.04 Pee Wee Russell/C H Jazz Reunion (Candid, 1961)
  - 1962 Duke Ellington Meets Coleman Hawkins (Impulse!, 1962)
  - 1962.03 Good Old Broadway (Moodsville 1962)
  - 1962.03 The Jazz Version of No Strings (Moodsville, 1962)
  - 1962.06 Disorder At The Border (Milan,?)
  - 1962.08 Hawkins! Eldridge! Hodges! Alive! At the Village Gate! (Verve, 1962)
  - 1962.08 Hawkins! Alive! At the Village Gate (Verve, 1962)
  - 1962.08 Plays Make Someone Happy from Do Re Mi (Moodsville, 1962)
  - 1962.09 Today and Now (Impulse!, 1962)
  - 1962.09 Desafinado (Impulse!, 1962)
  - 1962.12 Back in Bean's Bag (Columbia, 1963) with Clark Terry
  - 1963.03 The Hawk & the Hunter (Mira, 1965)
  - 1963.07 Sonny Meets Hawk! (RCA Victor, 1963) with Sonny Rollins
  - 1965.02 Wrapped Tight (Impulse!, 1965)
  - 1966.12 Sirius (Pablo, 1975)

#### Anthologie
- 1927-56 - Indispensable ( RCA, 1984)
- 1939–1956 - Body and Soul ( RCA, LP 1976, CD 1996)
- 1958-1962 - The Best of Coleman Hawkins (Original Jazz Classics, 2004)

### Comesideman

#### VV AA
- 1960.04 Things Ain't What They Used to Be (Swingville, 1961) as part of the Prestige Swing Festival
- 1967 The Greatest Jazz Concert in the World (Pablo, 1967)
- The Best of Coleman Hawkins (Original Jazz Classics, compilation del 2004 delle registrazioni tra il 1958 e il 1962

Con Kenny Burrell
- Bluesy Burrell ()

Con Benny Carter
- Further Definitions (Impulse!, 1961)

Con Eddie "Lockjaw" Davis
- Very Saxy (Prestige, 1959)

Con Dizzy Gillespie
- The Complete RCA Victor Recordings (Bluebird, 1937–1949 [1995])

Con Tiny Grimes
- Blues Groove (Prestige, 1958)

Con Lambert, Hendricks & Bavan
- At Newport '63 (RCA Victor, 1963)

Con Abbey Lincoln
- Straight Ahead (Candid, 1961)

Con Shelly Manne
- 2-3-4 (Impulse!, 1962)

Con Thelonious Monk
- Monk's Music (1957)
- Thelonious Monk with John Coltrane (Riverside, 1957)

Con Bob Prince
- Saxes Inc. (1959)

Con Max Roach
- We Insist! (Candid, 1960)

Con Pee Wee Russell
- Jazz Reunion (Candid, 1961)

Con Ben Webster
- Ben Webster and Associates (Verve, 1959)

Con Randy Weston
- Live at the Five Spot (United Artists, 1959)

Con Joe Williams
- At Newport '63 (RCA Victor, 1963)